# Brända tomten
Brända tomten er en åben plads som ligger på hjørnet af Kindstugatan og Själagårdsgatan i Gamla stan i Stockholm. Huset som lå her, blev ramt af en brand i 1728, og den daværende ejer opførte ikke noget nyt hus på grunden. Byarkitekt Johan Eberhard Carlberg skrev i 1734 at han to år tidligere havde foreslået at lave en vendeplads for brandvæsnets heste og vogne på stedet.
På en tilhørende skitse blev stedet afmærket som Ekmans afbrände tomt. I mandtallet for 1760 blev den bare omtalt som Brända tomten. I dag vokser det et kastanjetræ på stedet.
Cepheus-karréen, Cassiopea-karréen og Andromeda-karréen står rundt om Brända tomten. Her finnes også de værnede bygninger Bartelska og Törneska huset og Andromeda 7.